# Ritschenhausen
Ritschenhausen település Németországban, azon belül Türingiában. Lakosainak száma 316 fő (2023. december 31.).

## Népesség
A település népességének változása:
| Lakosok száma | 330  | 345  | 342  | 325  | 329  | 316  |
|               | 2015 | 2017 | 2019 | 2021 | 2022 | 2023 |